# Opel 14/30 PS
De Opel 14/30 PS was een personenauto uit de topklasse die van 1913 tot 1924 geproduceerd werd door Adam Opel AG.

## Historiek
De 14/30 PS was een luxeauto die geïntroduceerd werd in 1913. Na slechts twee jaar productie werden motoren geïnstalleerd die steeds meer vermogen leverden bij een gelijkblijvende cilinderinhoud. Dit leidde tot de Opel 14/34 PS, de Opel 14/38 PS en uiteindelijk de Opel 14/48 PS. De vierde evolutiefase werd pas 11 jaar na de introductie van de 14/30 PS stopgezet.

## Ontwerp
De 14/30 PS had een viercilinder-in-lijnmotor met zijkleppen en een cilinderinhoud van 3450 cc, goed voor 30 pk (22 kW) bij 1550 tpm. Het motorblok was gemaakt van een aluminiumlegering, maar de cilinderkoppen waren van gietijzer. De motor was watergekoeld. Het motorvermogen werd via een handgeschakelde vierversnellingsbak en een cardanas naar de achterwielen overgebracht. Dit leverde de auto een topsnelheid op van 70 km/u.
De twee starre assen waren met driekwart elliptische longitudinale bladveren aan het stalen U-profielchassis opgehangen. Bandremmen waren alleen op de achterwielen gemonteerd.
De auto was leverbaar als tweezits phaeton, vierzits toerwagen, vierdeurs Pullman-limousine, landaulet of tweedeurs coupé.
Vanaf 1915 steeg het vermogen naar 34 pk (25 kW) en werd de auto omgedoopt tot "14/34 PS". De topsnelheid bleef gelijk.
Twee jaar later, in 1917, leverde een nieuw ontwikkelde motor van dezelfde grootte 38 pk (28 kW). Dit maakte de "14/38 PS" echter niet sneller.
De laatste fase van de evolutie werd bereikt in 1919. Het vermogen van de nieuwe auto nam aanzienlijk toe en bereikte 48 pk (35 kW) bij 1600 tpm. Dit betekende voor het eerst ook een hogere topsnelheid van 75 km/u. Hij bleef echter verkocht als de "14/38 PS". Pas begin 1924 kreeg hij zijn rechtmatige naam, de "14/48 PS".
Eind 1924 eindigde de productie van de 14/48 HP zonder directe opvolger. Pas in 1927 verschenen er twee modellen die als opvolgers konden worden beschouwd: de kleinere Opel 12/50 PS met een 3,1-liter motor en de grotere Opel 15/60 PS met een 3,9-liter motor.